# Пешачка стаза „Црњесково”
Пешачка стаза „Црњесково” полази од центра Калуђерских Бара (1.055 м.н.в.) и иде уређеном пешачком стазом и макадамом, око 2,4km до Манастирских станова на планини Тари, у оквиру НП Тара.
Са Манастирских станова се скреће на шумску стазу (обележену планинарску стазу) и после 600 метара стиже на видиковац Црњесково (858 м,н,в). Реч је о лаганој стази која пролази преко Калуђерских Бара, поред ресторана „Радмиловац” и хотела „Бели бор”, штале Коњичког клуба „Дора” и Манастирских станова.